# Hypsicera ruokoa
Hypsicera ruokoa là một loài tò vò trong họ Ichneumonidae.